# Grémio Esportivo Inhumense
L'Grémio Esportivo Inhumense est un club brésilien de football basé à Inhumas.